# Phipps Electric Company
Phipps Electric Company war ein US-amerikanischer Hersteller von Automobilen.

## Unternehmensgeschichte
Joel G. Phipps hatte bereits mit der Phipps-Grinnell Automobile Company Erfahrungen im Automobilbau gesammelt. Nach deren Auflösung gründete er 1912 sein eigenes Unternehmen in Detroit in Michigan. Er begann mit der Produktion von Automobilen. Der Markenname lautete Phipps, evtl. mit dem Zusatz Electric. Im gleichen Jahr endete die Produktion.

## Fahrzeuge
Im Angebot standen Elektroautos. Das Fahrgestell hatte 272 cm Radstand und war damit wesentlich länger als bei den Modellen von Phipps-Grinnell. Der Aufbau war ein Brougham.